# معبد نیکانشوفو
معبد نیکانشوفو، معبد نیوکانشوبو انگلیسی: 丹生官省符神社, Niukanshōfu-jinja, Niukanshōbu-jinja یک معبد شینتویی در کودویاکا، واکایاما، استان واکایاما در ژاپن است.